# Hertigdömet Warszawa

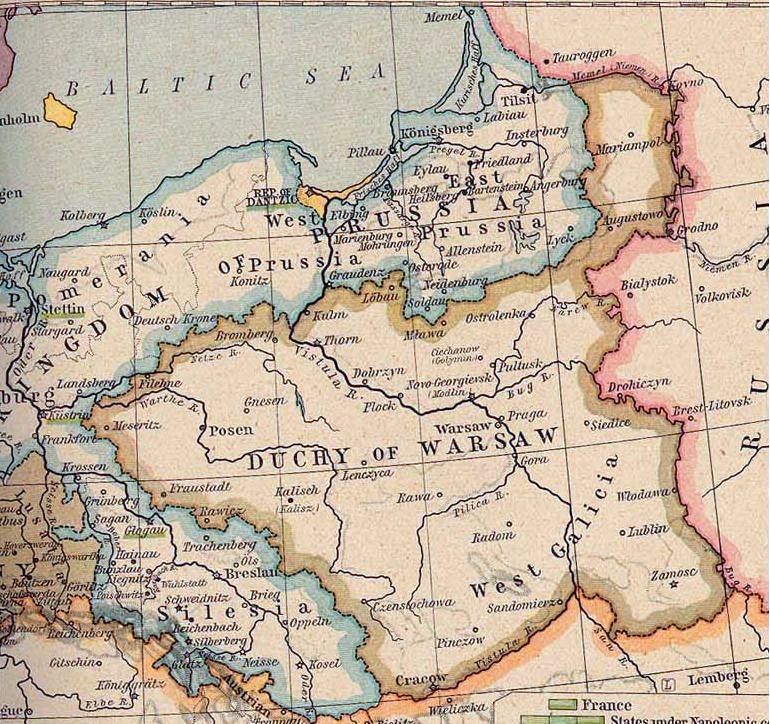
Warszawahertigdömet 1807–1815

Hertigdömet Warszawa (polska: Księstwo Warszawskie;franska: Duché de Varsovie;tyska: herzogtum Warschau) var en polsk stat skapad 1807 av Napoleon Bonaparte enligt freden i Tilsit. Hertigdömet Warszawa skapades av polska territorier som hade tillfallit Preussen eller Österrike under Polens delningar och var Napoleons franska protektorat. Hertigdömet bestod fram till 1813, då det erövrades av den sjätte koalitionens styrkor. Enligt villkoren som fattades under Wienkongressen 1815 tillföll en stor del av hertigdömet Warszawa det ryska kejsardömet och blev en del i den ryska satellitstaten Kongresspolen.

## Geografi
Från början (det vill säga 1807) var hertigdömets territorium 103 000 kvadratkilometer med 2,6 miljoner invånare. Efter hertigdömets seger i kriget mot Kejsardömet Österrike utökades det med österrikiska områden (som hade tillfallit Österrike efter Polens tredje delning), vilket inkluderade Kraków, Lublin, Radom, Sandomierz – totalt 52 000 km². Landets territorium uppgick år 1809 till 157 194 km², och antalet invånare ökade till 4 334 000. Hertigdömets huvudstad blev Warszawa. 
Konstitutionen bestämdes av Napoleon den 22 juli 1807 i Dresden. Landets monark var hertigen av Warszawa, Fredrik August I, som genom en personalunion också var Sachsens kung. Konstitutionen bestämde även landets ledningsorgan: regeringen (statsrådet), parlamentet som bestod av två kammare (deputeradekammaren och senaten), samt även oberoende domstolar.

## Kriget mot Ryssland
Den 26 maj 1812 överlämnade hertigen av Warszawa sina befogenheter till hertigdömets regering. Den 28 juni, enligt sejmens beslut, deklarerade man om ett återupprättande av Kungadömet Polen. Landet var en av Napoleons mest trogna allierade och ställde en armé på 100 000 man till hans förfogande, vilka deltog i kriget från första dagen.
Den 3 maj 1815 genomförde Wienkongressen en ny delning av Polen. Kraków blev en fri stad; Österrike fick Wieliczka (och saltgruvorna), Preussen fick Storpolen, vilket fick namnet Storhertigdömet Posen (Efter det misslyckade upproret 1848 fick det namnet Provinsen Posen), medan större delen av det forna hertigdömet Warszawa överlämnades till Ryssland, där det bildade det autonoma Kungadömet Polen inom det ryska väldet.